# Sibirisk kantlök
Sibirisk kantlök (Allium nutans) är en flerårig växtart i släktet lökar och familjen amaryllisväxter. Arten beskrevs av Carl von Linné. Inga underarter finns listade i Catalogue of Life.

## Utbredning
Den sibiriska kantlöken växer vilt i Sibirien och Centralasien. Den odlas som prydnadsväxt och grönsak utomhus i andra delar av världen.

## Användning
Den sibiriska kantlöken har mild, behaglig löksmak och kan användas både rå och tillagad, eller konserveras genom mjölksyrning eller torkning.

## Förväxlingsarter
Sibirisk kantlök har flera mycket närstående arter, som den dessutom lätt korsar sig med, vilket orsakar en del förvirring i artbestämningen. Bland dessa arter återfinns rysslök (A. angulosum), bredbladig kantlök (A. senescens) och kantlök (A. lusitanicum). Den sibiriska kantlöken särskiljs bland annat genom sina skruvade blad, som är smalare än de andra arternas.